# Ato do Governo do País de Gales (1998)
O Ato do Governo do País de Gales (1998) (c. 38) é um ato do Parlamento do Reino Unido.
O nome oficial do ato é Um ato para estabelecer e dispor acerca da Assembleia Nacional do País de Gales e os escritórios do Auditor Geral do País de Gales e o Provedor de Justiça; para reformar certos órgãos públicos galesas s e suprimir certas outras entidades públicas galesa e para fins correlatos (inglês: An Act to establish and make provision about the National Assembly for Wales and the offices of Auditor General for Wales and Welsh Administration Ombudsman; to reform certain Welsh public bodies and abolish certain other Welsh public bodies; and for connected purposes). Foi aprovada em 1998 pelo governo trabalhista, visando a criar uma assembleia nacional para o País de Gales .
Por meio deste ato, transferiu-se a maior parte das competências públicas para o Secretário de Estado galês, prevendo, ainda, a realização de um pebliscito para dispor acerca da criação da Assembleia Nacional do País de Gales. O ato levou ao estabelecimento da assembleia em 1999, após referendo realizado em 1997.